# Episodi di Mysticons (prima stagione)
La prima stagione della serie d'animazione Mysticons è andata in onda negli Stati Uniti D'America su Nickelodeon dal 28 agosto 2017 al 24 dicembre 2017.
In Italia va in onda su Nickelodeon dal 27 novembre 2017.
| nº | Titolo originale           | Titolo italiano                 | Prima TV USA      | Prima TV Italia  |
| -- | -------------------------- | ------------------------------- | ----------------- | ---------------- |
| 1  | Sisters in arms            | Sorelle in armi                 | 28 agosto 2017    | 27 novembre 2017 |
| 2  | How to train a Mysticon    | Come addestrare una Mysticons   | 29 agosto 2017    | 28 novembre 2017 |
| 3  | The coronation             | L'incoronazione                 | 30 agosto 2017    | 29 novembre 2017 |
| 4  | The Mysticon kid           | Il bimbo Mysticon               | 31 agosto 2017    | 30 novembre 2017 |
| 5  | An Eye for an Eye          | occhio per occhio               | 1 settembre 2017  | 1 dicembre 2017  |
| 6  | Heart of Gold              | Cuore d'oro                     | 3 settembre 2017  | 4 dicembre 2017  |
| 7  | Scourge of the Seven Skies | Il flagello dei sette cieli     | 10 settembre 2017 | 5 dicembre 2017  |
| 8  | Lost and found             | Perduto e ritrovato             | 17 settembre 2017 | 6 dicembre 2017  |
| 9  | The astromancer job        | Un grande lavoro                | 24 settembre 2017 | 7 dicembre 2017  |
| 10 | A walk in the park         | Una passeggiata nel parco       | 1 ottobre 2017    | 8 dicembre 2017  |
| 11 | A girl and her gumlump     | Il grumo di gomma della ragazza | 8 ottobre 2017    |                  |
| 12 | Skies of fire              | Cieli di fiamme                 | 8 ottobre 2017    |                  |
| 13 | All hail Necrafa!          | Grandina in Necrafa!            | 15 ottobre 2017   |                  |
| 14 | The dome                   | La cupola                       | 15 ottobre 2017   |                  |
| 15 | Clash of the tridents      | Scontro tra tridenti            | 22 ottobre 2017   |                  |
| 16 | Gems of the past           | Gemme passate                   | 22 ottobre 2017   |                  |
| 17 | Quest of the Vexed         | Una domanda irritata            | 29 ottobre 2017   |                  |
| 18 | Mutiny Most Fowl           | Ammuitamento d'uccelli          | 29 ottobre 2017   |                  |
| 19 | Trough my Enemy's Eyes     | Dagli occhi del nemico          | 17 dicembre 2017  |                  |
| 20 | The prophecy unleashed     | La profezia scatentata          | 24 dicembre 2017  |                  |